# Velimir Khlebnikov
Pour les articles homonymes, voir Khlebnikov.
Velimir Khlebnikov (en russe : Велимир Хлебников, parfois orthographié en français Xlebnikov), de son vrai nom Viktor Vladimirovitch Khlebnikov (en russe : Виктор Владимирович Хлебников, Velimir étant un pseudonyme), est un poète, dramaturge et écrivain russe, né le 28 octobre 1885 (9 novembre dans le calendrier grégorien) et mort le 28 juin 1922.

## Biographie

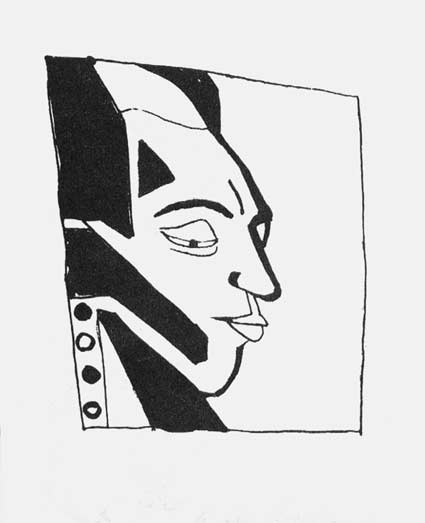
Portrait de Velimir Khlebnikov (1913), par Vladimir Bourliouk

Son père, Vladimir Khlebnikov, est un biologiste spécialisé dans l’ornithologie. 
En 1903, Velimir Khlebnikov entre à l’université de Kazan pour étudier les sciences. En 1908, il s’installe à Saint-Pétersbourg pour continuer ses études à l’université.
Si les études universitaires du futur poète ne sont pas liées à la littérature, les connaissances acquises en mathématiques vont déterminer les méthodes de ses recherches poétiques et le conduire vers l’œuvre de sa vie (langue des étoiles, Zaoum, etc.). 
Durant cette période, la Russie est secouée par des événements politiques majeurs. En 1904-1905, survient la défaite catastrophique de la Russie dans la guerre russo-japonaise, une des plus grandes humiliations subies par les Russes dans toute leur histoire. Le régime impérial en sort gravement ébranlé. À la suite de cette défaite, la révolution russe de 1905 commence et prend de l'ampleur, après la célèbre mutinerie du cuirassé Potemkine.
Les drames s’enchaînent : fusillade contre les ouvriers à Saint-Pétersbourg, grève générale à Moscou… La révolution est écrasée, mais « c’était juste le vent faible avant l’orage » ; une autre révolution éclate en 1917, l'empire s'effondre donnant la suite aux soviets. La société russe des années 1900-1910 est instable, déchirée entre les différents mouvements de pensées et les idéaux, y compris sur le plan littéraire.
En arrivant à Saint-Pétersbourg, le jeune Khlebnikov commence à fréquenter Les Mercredis d'Ivanov et l’académie de poésie de la revue Apollon, liée au groupe acméiste. Au cours de ces soirées, il rencontre des poètes symbolistes. Le Symbolisme propose alors de décoder les valeurs éternelles dans le mot détaché et de transmettre l’actualité dans le contexte d’une culture précédente, c’est-à-dire d'éclairer le présent des lumières de leur source d’origine. Tout retour au passé devant être considéré comme pur et véridique. Velimir partage également avec les symbolistes leur attirance pour la philosophie, la mythologie, l’histoire russe et le folklore slave.
Cependant, tout en étant proche du style des symbolistes, il ne partage pas leur point de vue sur la nature du langage et du temps. L’orientation philosophique et esthétique de Khlebnikov est différente : il ne veut pas revenir sur le passé et considère que le début de son œuvre a commencé en l’an 1905 qui l’a marqué par son énergie et son contexte social (« Nous nous sommes orientés vers le futur... à partir de 1905 »). Supportant mal la honte de la défaite orientale et la strangulation de la première révolution russe, Khlebnikov commence à réfléchir sur le cours de l’histoire. C’est là que sa culture de mathématicien le conduit vers l’idée de trouver les lois numériques et universelles du temps qui d’une manière ou d'une autre influencent le destin de la Russie et de toute l’Humanité. Dans son système, le passé, l’avenir, le futur ne représentent que les fragments du temps entier et continu qui se répète d’une manière élastique et cyclique dans un développement circulaire. 
Ainsi, étant une partie du temps entier, le présent a la possibilité de se déplacer vers le futur qui est scientifiquement prédictif. Khlebnikov aborde cette question en tant que scientifique, mais aussi en tant que poète. Il comprend alors le temps à travers le prisme mythico-poétique et transforme l’objet de recherche en thème essentiel de son œuvre au même titre qu’un autre thème principal de sa poésie : le mot. Le mot dans son système poétique et philosophique cesse d’être uniquement un moyen de transmission de la tradition culturelle dans ses notions esthétiques et sémantiques. Le mot devient une donnée auto-significative, une chose indépendante et en tant que tel, il devient une partie de l’univers. C’est exactement de cette manière : à travers le temps fixé par le mot et transformé en fragment de l’espace que l’on obtient l’unité philosophique recherchée - l’unité du temps et de l’espace. Cette unité qui pourrait rendre possible la transformation du monde par le mot ce qui veut dire qu’elle (l’unité) peut être gérée en fonction de la volonté de celui qui parle. 
Khlebnikov présente une conception de l’élimination du temps physique, rendue possible par la restauration (dans le cas du passé) ou la reconstruction (pour le présent et le futur) des mots-choses (les mots en quelque sorte matérialisés). Sur cette base, il arrive ensuite à l’idée de re-création du système des formes littéraires et des institutions sociales qui lui paraissent figées dans le temps et dans l’espace. Ainsi, rêve-t-il de créer le « livre de l’être », livre de la Nature – le rêve utopique du poète auquel il consacrera toute sa vie.
Les recherches de Khlebnikov sont en accord avec le futurisme, orienté vers l’avenir et qui privilégie une approche sensuelle de la poésie en se basant sur un monde imaginaire, alors que le symbolisme se base sur une approche visuelle basée sur le monde réel, d’où son orientation vers le passé. Plus simplement, dans sa conception originale, le futurisme essaie de matérialiser les idées, de leur donner des formes, alors que le symbolisme exige le contraire : les formes déjà existantes (les symboles) doivent donner des idées à ceux qui les regardent !
Les recherches futuristes ne concernent pas seulement la littérature. Le même phénomène se retrouve dans la peinture qui elle aussi cherche l’unité du temps et de l’espace, essayant de se trouver une quatrième dimension (c’est-à-dire le temps). Ce n’est pas un hasard si c’est après la rencontre avec Vassili Kamenski (qui va aider Khlebnikov à éditer son premier poème : « La tentation du pécheur » en 1908) et le rapprochement avec le groupe des poètes et peintres Gileia (D. Bourliouk, E. Gouro, M. Matiouchine) que Khlebnikov devient « l’invisible » mais essentiel « axe de rotation » du futurisme.
En 1910, le premier recueil de poésies du groupe des futuristes paraît sous le titre du Jardin des juges (nom donné par Khlebnikov). Plus tard, le groupe est rejoint par A. Kroutchenykh, B. Livchits et Vladimir Maïakovski. Un autre recueil du groupe Une gifle au goût public (Éditions G.L. Kouzmine et S.D. Dolinsky) est composé pour moitié de poèmes de Khlebnikov : les poèmes « I et E », « Chassé par qui, d’où je le sais ? » et les plus connus : « expérimentales » « Sauterelle » et « Bobeobi ». Sur la dernière page du recueil, Khlebnikov présente une table des dates des cataclysmes historiques. Cette table, calculée à l’aide de ses méthodes mathématiques, annonçait deux événements à survenir dans le futur : la guerre de 1914 (en 1908 il en avait déjà parlé devant les étudiants de l’université de Saint-Pétersbourg) et la Révolution de 1917. Selon les prédictions du poète, l'effondrement de l’Empire russe serait la résultante de cette révolution…
Khlebnikov produit constamment de tels calculs, afin de tester et confirmer sa théorie du temps circulaire, et, comme il le dit, « afin de justifier raisonnablement le droit à la prémonition, providence» (cf. ses livres L’élève et le professeur (1912), Les batailles 1914-1915. La nouvelle étude sur la guerre (1915), Le temps de mesure du monde (1916), Les planches du destin  (1922), ainsi que ses articles « La dispute sur la priorité » et « La loi des générations » (1914). Certaines des idées de Khlebnikov sur les rythmes vitaux ont été confirmées par la chronobiologie moderne.
Dans la période 1910-1917, le monde change à une vitesse incroyable autour du poète : c’est l’époque des grands bouleversements qui s'annonce et les futuristes regardent avec optimisme vers cet avenir qui leur semble prometteur. C’est aussi un temps de grande instabilité : depuis l'échec de la révolution de 1905, la société évolue avec les changements politiques : le tsar a donné son accord pour la création d’une assemblée consultative élue : la Douma. Pour la première fois, des conseils ouvriers (soviets) apparaissent. Les mouvements révolutionnaires (pour la plupart les futurs bolcheviks) ont déjà profondément infiltré les milieux ouvriers mais également artistiques. Dans des conditions d’impréparation totale, le pays s’est engagé en 1914 dans la guerre contre l’Empire allemand. Très vite, c’est un désastre : 2,5 millions de morts et tout l’ouest du pays est occupé. En même temps, la vie à l'intérieur du pays est devenue agitée : les attentats à la bombe ou tout simplement les assassinats font disparaître des personnages politiques importants de l’époque (le grand duc Serge, oncle du tsar et gouverneur de Moscou, tué dans un attentat à Moscou en 1905; le fameux Raspoutine tué en 1916 par des proches de Nicolas II). L’atmosphère est de plus en plus lourde et devient un chaos dans lequel le poète continue de créer car cette humeur du temps est probablement une forte source d’inspiration pour lui. 
Durant toutes ces années, Khlebnikov écrit beaucoup : il édite « Ryav !» en 1910, « Les œuvres 1908-1910 », « Recueil des poèmes. 1907-1914 », ensuite il termine ses utopies slave-barbares écrites dans le style primitif : « Le serpent du train » en 1910, « La fille de forêt » en 1911, « I et E » en 1912, « Chaman et Vénus » en 1912, « Les enfants de la Loutre » en 1913, « La trompette des martiens » en 1916 et « Lebedia du futur » en 1918. C’est une poésie du kaléidoscope : glissements de formes, brisures de lignes rythmiques, transformation en sursaut. Il se montre un véritable rénovateur du langage poétique russe, brisant les anciens cadres sans aucun préjugé littéraire.
Le poème « Riesse des aubes anciennes » n’est pas loin de « La chasse au snark », et Khlebnikov, parallèlement à la poésie, s’adonne à des travaux linguistiques et mathématiques qui peuvent rappeler Lewis Carroll.
Dans ses dernières œuvres, Khlebnikov formule son rêve d’unité mondiale des « créateurs » et « inventeurs » (par opposition aux « les nobles » et « les profiteurs »), au sein d’une entière et éternelle matière – de la Nature, inspirée et animée par le labeur des humains. Le chef des « créateurs » selon Khlebnikov doit être un poète et l’art devient un projet de la vie (idée de l’art qui construit la vie, c’est-à-dire que l’art doit tenir une place prépondérante dans la vie, devenir son objectif essentiel). Ainsi les utopies poétiques et le mode de vie du poète fusionnent : Khlebnikov commence à voyager à travers le pays afin de démontrer que la vie du poète est une vie particulière, une vie hors l’être.
Vers 1917, Khlebnikov transforme son idée du rôle du poète dans l’utopie anarchique. Il attribue aux poètes un rôle de messie ou de prophète, qui en collaboration avec d’autres créateurs (artistiques) doivent mettre en place une organisation internationale des « Présidents du Globe Terrestre » dont le nombre des membres doit être égale à 317 (317 est l’un des chiffres temporels magiques calculés par Khlebnikov). Ces Présidents doivent effectuer le programme de l’harmonie mondiale dans l’état « Étoile ». Le Manifeste des Présidents du globe terrestre (1917) est une riposte magnifique à ceux qui lui reprochent d’être « apolitique ». Son seul parti-pris est celui de la liberté, ce qui ne signifie pas désengagement politique. 
Ainsi en 1916-1917, Khlebnikov part pour la guerre en tant que soldat, alors qu’il y a de plus en plus de déserteurs dans l’armée russe et que celle-ci devient perdante de la Première Guerre mondiale. Cet engagement militaire marque le redoublement de l’activité socialiste de Khlebnikov. Son intérêt envers l’actualité se montre progressivement et ne cesse de grandir. En tant qu’humaniste, il n’accepte pas le bain de sang (poème « La guerre dans le piège aux souris », 1915-1921), mais il espère une forme de revanche historique dans la révolte des « esclaves de la terre » (révolution de 1917) qui lui semble un moyen de rétablir le monde sur les nouvelles bases humanistes (poèmes « La nuit dans la tranchée » et « Ladomir », 1920, « La nuit avant les Soviets », « Le présent », « L’interpellation pendant la nuit », 1921). Khlebnikov collabore un temps avec le pouvoir soviétique, il commence à travailler en tant que journaliste dans plusieurs revues communistes.
Cependant, pendant toutes ces années le poète reste un utopiste. Il continue de travailler sur son idée du rôle primordial des poètes pour éviter le chaos mondial et pour cela élabore un langage spécial : Zaoum. Ce langage est censé être utilisé par tous et contribuer à l’union de tous les poètes du monde et y faire entrer dans la langue les bruissements les plus inaudibles du monde. Jusqu’à faire la place à l’étranger qui la mine, y couve toujours, des voix inter-ethniques venues du fin fond des plaines de Sibérie à celles issues de l’Inde, celles de sorcières, du soleil d’Égypte, de la Grèce, des mythologies africaines. Cette voix, tout à la fois agissante dans de longues plongées épiques et narratives, se troue d’un babil barbare qui fait de néologismes, d’une battue et d’une traque de la bonne langue maternelle. Cette voix est élevée même au nom de langue Zaoum, littéralement. Khlebnikov entend sous les sons des mots un ordre cosmique autant qu'humain, une structure dont les phonèmes sont pour lui ses premiers signes. 
Les théories de l’écrivain russe, sa volonté de totaliser ses recherches, ne remplacent pas la ferveur avec laquelle il a été l’auteur d’une langue nouvelle, porteuse d’un futur que seule la littérature lance à la face des barbaries.
Khlebnikov est un expérimentateur du langage : créant des rythmes et des paroles, élaborant un style poétique dit « poème d’intonation », des rythmes à plusieurs voix (problématique philosophique, pathos humaniste, etc.). Toutes ces recherches influencent beaucoup la poésie de l’époque soviétique : Boris Pasternak, Ossip Mandelstam, Marina Tsvetaïeva. Il est intéressant de remarquer que tous ces poètes seront interdits et poursuivis par le pouvoir soviétique à cause de leur vision du monde et parce que leur poésie était trop libérale pour l’époque stalinienne. 
Les années 1920 étaient des années difficiles : de 1919 à 1920, Khlebnikov se retrouve dans la ville de Kharkov, qui, peu après son arrivée, est prise par l’Armée blanche. Afin d’éviter sa mobilisation, Khlebnikov se fait admettre dans un hôpital psychiatrique nommé datcha de Sabourov. Il y passe quatre mois difficiles marqués par deux épisodes de typhus. La terreur qui règne dans la ville et la folie des patients de l’hôpital l’impressionnent et le dépriment en même temps. « Où se trouve la folie : à l’intérieur ou à l’extérieur de cet hôpital ? », écrit-il à cette époque. 
Une fois la ville récupérée par l’Armée rouge pendant l’été, il quitte Kharkov en août 1920 et continue ses vagabondages à travers le pays. La guerre civile et la famine finissent par hanter sa poésie, ses « fragments épiques » pour reprendre le terme de Iouri Tynianov. En 1922, il désire se rendre à Astrakhan mais part finalement dans le Nord ; il meurt le 22 juin à Kresttsy, près de Novgorod. Son poème Zanguezi (Сверхпо́весть) est publié peu de temps après sa mort, en juillet. Son œuvre littéraire sera ensuite réduite au silence pendant longtemps dans le pays des Soviets - ce même pays où il avait pourtant espéré voir la liberté triompher. Curieusement, c’est en Europe occidentale qu’il sera le plus apprécié et reconnu en tant que « non seulement un grand poète, mais un des esprits les plus libres et les plus audacieux du XXe siècle ».

## Un poète en tant que tel
Velimir Khlebnikov s'initie à la linguistique. D'abord proche des symbolistes il fut avec Vladimir Maïakovski le fondateur du futurisme en Russie. Ses conceptions novatrices, le sdvig, déplacements, glissements à l'intérieur du matériel verbal, sa plastique du mot (la langue stellaire) et son urbanisme poétique (droit à l'habitat sans détermination spatiale pour l'humanité volante) ont fortement influencé Kasimir Malevitch dans sa théorisation du suprématisme.
En 1913, les poètes Alexeï Kroutchenykh et Velimir Khlebnikov, signent un manifeste Le mot en tant que tel, où ils posent conjointement les bases d'une nouvelle forme linguistique. S'opposant au futurisme, ils tracent une nouvelle voie à l'art.
À partir du développement du mot en tant que tel (un mot délivré de ses contraintes utilitaires), une œuvre peut désormais se composer d'un seul mot. L'œuvre d'art peut du même coup être acceptée et critiquée comme mot.
Les aspects essentiels de ce « mot autodéveloppé » sont les suivants : 
- La formation de néologismes assortie d'une conception anti-esthétique. Il faut rendre « rugueuse » la langue. Partant de la langue pratique, les poètes voient dans les lettres de simples poteaux indicateurs pour les mots. Ils commencent ensuite à leur donner un contenu d'après leur caractéristique phonétique et graphique, puis le rôle de suffixe et de préfixe est rendu conscient par les poètes.
- La pratique de la langue zaoum transmentale. La zaoum « za- umnoiye  ponimanie », désigne la sur-raison, la connaissance trans-rationnelle.

Chez Khlebnikov, la pratique transmentale révèle un sens par association des mots sur un mode subconscient, irrationnel, intuitif. Les sons isolés ont une signification sémantique. À l'opposé de la langue de la raison se trouve la langue universelle, œcuménique de la zaoum.
Chez Kroutchenykh, il s'agit d'esthétisme pur, le langage détruit la réalité conventionnelle sans proposer de substitut portant une signification. Kroutchenykh ne découvre pas de sens, il libère du sens. 
En 1919, dans son article Aux peintres du monde, à la suite des déchirements de la Première Guerre mondiale, Khlebnikov montre comment les langues plurielles sont devenues facteurs de haine et exhorte les peintres et les poètes à bâtir la langue de l'avenir, une langue aux frontières cosmiques.
Le peintre et le penseur sont amenés à bâtir tous deux cet édifice :
- Au penseur il incombe de construire un alphabet des concepts, une structure des unités de base de la pensée à partir de laquelle s'échafaudera l'édifice des mots.
- La tâche du peintre de couleurs est de donner des signes géométriques comme unités de base de la raison.

Pourquoi des unités géométriques ? Parce qu'elles sont le signe de l'unité entre les langues. Khlebnikov prend comme exemple le chinois et le japonais. Les peuples de ces pays parlent des centaines de langues différentes, mais l'écriture, signe visuel, est comprise de tous. Ce qui fait dire à Khlebnikov que la peinture a toujours parlé dans une langue accessible à tous.
Pour Roman Jakobson, l'accès à la non-objectivité (bespredmietnost) est rendu possible par la déformation sémantique et phonétique donnant lieu au néologisme poétique. Mais on ne peut pas attendre des formulations poétiques la rigueur des travaux scientifiques :
« Ainsi les théorisations des poètes révèlent souvent des inconsistances logiques, car elles représentent une transposition illégitime d'une opération poétique en science ou en philosophie : la marche logique a été remplacée par une tresse verbale. »

## Aux origines dufuturismerusse
Le futurisme russe n’avait pas de programme et s’exprimait essentiellement par des actions spectaculaires en introduisant une étrangeté dans l’ordre commun des choses, en bousculant les conventions, mais son véritable centre était le travail sur le langage, déconstruit en une « zaoum » par Khlebnikov dont la figure émergeait loin au-dessus des protagonistes du nouvel art :
« Khlebnikov était le tronc de ce siècle, nous, nous formions ses branches. » (N. Pounine).
Le nom des « aveniristes » est donné par Khlebnikov en 1910 dans une revue le Vivier aux Juges, pour ne pas utiliser le mot étranger de « futurisme ». Khlebnikov, qui penchait pour une « théorie raciale de l’art » (nom donné par Livchits), avait inventé  le mot « boudietslantsvo ».
Les « Hyléens » (membres du groupe Gileia) , sont le noyau fondateur du mouvement futuriste russe. Cette association s’est constituée de manière tacite entre les frères Bourliouk et Livchits en 1911 lors de leur séjour à Tchernianka, le village natal des Bourliouk situé en Tauride, dont le nom grec ancien était « Hylée ». 
Khlebnikov qui faisait l’objet d’une véritable vénération de la part de David Bourliouk qui conservait ses manuscrits à Tchernianka, fit partie d’emblée de ce groupe.
Les futuristes russes attaquaient des écrivains académiques contemporains comme Gorki avec un manifeste comme « Gifle au goût du public », en 1912, rédigé par Khlebnikov, Bourliouk, Maïakovski, Kroutchenykh.
Le 13 octobre 1913, le mot « futuriste » apparaît pour la première fois en toutes lettres sur l’affiche de la « Soirée des créateurs de langage » à Moscou qui précise que « des discours seraient tracés par des peintres ». Malevitch fait partie des artistes chargés de tracer sur des écrans peints, des rideaux de scène, les « images-mots »  chers à Khlebnikov et qui sont censés court-circuiter la raison. La zaoum poétique de Khlebnikov, les fantaisies vestimentaires des aveniristes et l’alogisme  de Malevitch cherchent à concurrencer le climat irrationnel créé par les nombreuses « réclames » qui tapissent désormais les grandes villes russes.

## Livchits, critique de Khlebnikov
La « zaoum », base de la nouvelle poésie irrationnelle russe, est totalement inconnue des futuristes italiens, comme le relate Livchits à propos de la venue de Marinetti en Russie au début de l’année 1914. 
Alors que les Mots en liberté de Marinetti sont la « prolongation lyrique et transfigurée de notre magnétisme animal », pour Khlebnikov le mot mène une double vie. Il est partagé entre son aspect pur et son aspect quotidien, une distinction entre utilitaire et non-utilitaire.
La notion de zaoum, l’aspect non-utilitaire du mot, trouve son origine dans le symbolisme russe, chez Andreï Biély.
L'expression de « connaissance sans raison », « bezumnoe ponimanie », inventée par Andreï Biély, est remaniée en 1913 par Kroutchenykh qui remplace la proposition « bez », « sans », par la proposition « za », « sur », créant ainsi le mot « za-oum », littéralement « surraison ».
Cette spécificité de la zaoum dans la poésie russe contemporaine pousse Livchits à jeter un pont entre le père de la poésie russe et le créateur le plus avancé du XXe siècle. C’est ainsi qu’il ose la comparaison entre Khlebnikov et Pouchkine:
« Chez nous il y a Khlebnikov. Pour notre génération, il est ce qu’est Pouchkine pour le début du XIXe siècle, ce qu’est Lomonossov pour le XVIIIe...»
En déclarant Khlebnikov comme le nouveau Pouchkine, Livchits clôt la recherche du futurisme russe d’un père fondateur. Parce que ses compagnons lancent des appels à jeter par-dessus bord du Navire de l’Époque Contemporaine Pouchkine, Dostoïevski, Tolstoï, et parce qu’il ne peut surmonter en lui le sentiment d’énorme responsabilité dans des déclarations destinées à couper à la racine la tradition littéraire qui l’a précédé, Livchits, qui cherche à établir un critère objectif pour la nouvelle poésie, préfère régler la question de la filiation en établissant une continuité entre les créateurs remarquables de chaque époque. 
Livchits sait que la remise en question en profondeur du mot chez Khlebnikov, n’est pas une création ex nihilo. Déjà Aleksandr Potebnia (1835-1891), considéré comme l’ancêtre du structuralisme russe, a émis l’idée que la langue est la pensée objectivée, et que le mot revêt trois aspects : la forme extérieure, c’est-à-dire la sonorité, la signification, c’est-à-dire la sémantique, et la forme intérieure, c’est-à-dire l’image. En modifiant en profondeur, non seulement la littérature, mais le mot, dont la libération des conventions révèle la forme intérieure dans le mot-image, Khlebnikov a altéré le lien naturel que l’art russe entretient à la littérature.
Début 1914, lorsque Koulbine fait venir Marinetti pour une tournée en Russie, Larionov et Khlebnikov s’opposent à sa venue. Dans leur élan nationaliste pro-slave, ils refusent que la Russie soit considérée comme une filiale du futurisme. Les causes du futurisme en Russie sont considérées comme très différentes de celle qui ont suscité ce mouvement en Italie.
Mais Livchits a fait le rapprochement entre le nationalisme slave et le patriotisme italien, découvrant avec horreur l’aspect politique que la « théorie raciale de l’art » qu’il a forgée avec Khlebnikov peut revêtir. 
La Première Guerre mondiale qui éclate en août 1914 signe la ruine d’une idéologie artistique russe fondée tout entière sur une opposition avec l’Occident. Lorsque celui-ci, brisé par les guerres nationalistes, ne peut plus guère servir de repère à l’art russe pour se constituer, ne serait-ce qu’en opposition, le rêve d’un pôle asiate en Europe s’écroule.

## Traductions françaises
- Ka, textes choisis, traduction et préface de Benjamin Goriely, Emmanuel Vitte éditeur, 1960.
- Choix de poèmes, traduction et préface de Luda Schnitzer, édition bilingue, P.-J. Oswald, 1967.
- Le Pieu du futur, préface et traduction de Luda Schnitzer, L’Âge d’Homme, 1970.
- La Création verbale, traduction Catherine Prigent, Christian Bourgois, 1980.
- Des nombres et des lettres, traduction et préface d’Agnès Sola, L'Âge d'Homme, 1986.
- Nouvelles du Je et du monde, préface et traduction de Jean-Claude Lanne, Imprimerie Nationale, 1994.
- Zanguezi, et autres poèmes, Ed. et trad. par Jean-Claude Lanne, Flammarion, 1996.
- Créations, présentation et trad. par Claude Frioux, 2 vol., éd. bilingue, L’Harmattan, 2003.
- L’Univers enfoncé et autres poèmes, traduction de Catherine Prigent, Le Corridor Bleu, 2003.
- Le Clairon du Goul-Mollah, traduction de Catherine Prigent, Ikko, 2005.
- Le Sabre enchanteur (nouvelle), traduction de Benjamin Goriely[5]
- Œuvres, 1919-1922, traduit, préfacé et annoté par Yvan Mignot, Lagrasse, Éditions Verdier, « Slovo », 2017  (ISBN 2864329204). Cette traduction par Yvan Mignot a remporté le Prix Russophonie 2018.

## Extraits
Venant à nous, la Liberté 
Sur notre cœur jette des fleurs. 

Elle vient en sa nudité; 
Nous tutoyons le ciel sans peur ! 

Frappant nos boucliers d'airain, 
Nous disons en guerrier sévères:

« Que le peuple soit souverain 
 A jamais sur toute sa terre !» 

« Que les vierges à leur fenêtre 
 
Chantent les anciennes croisades 
 
D'un peuple immense qui veut être 
 
Lui-même, enfin, son autocrate »
(12 avril 1917)
,